# Rohrendorf bei Krems
Rohrendorf bei Krems é um município da Áustria localizado no distrito de Krems-Land, no estado de Baixa Áustria.